# Siikajärvi (sjö i Suomussalmi, Kajanaland)
Siikajärvi är en sjö i kommunen Suomussalmi i landskapet Kajanaland i Finland. Den är 2,3 meter djup. Arean är 41 hektar och strandlinjen är 3,59 kilometer lång. Sjön  ingår i Uleälvens huvudavrinningsområde.   Den ligger omkring 140 kilometer norr om Kajana och omkring 610 kilometer norr om Helsingfors. 